# Takuya Wakasugi
Takuya Wakasugi (若杉 拓哉 Wakasugi Takuya?), född 24 november 1993 i Kumamoto prefektur, är en japansk fotbollsspelare.
Wakasugi började sin karriär 2016 i LB-BRB Tokyo. 2016 flyttade han till Roasso Kumamoto. Han spelade 7 ligamatcher för klubben. Han avslutade karriären 2016.